# بیورن گوستافسون
بیورن گوستافسون (انگلیسی: Björn Gustafsson؛ زادهٔ ۱۹ فوریهٔ ۱۹۸۶) کمدین و هنرپیشه اهل سوئد است. وی از سال ۲۰۰۵ میلادی تاکنون مشغول فعالیت بوده است. 
از فیلم‌هایی که وی در آن نقش داشته است، می‌توان به جاسوس و پیتر بی‌دم در آمریکا اشاره کرد.